# Coty Inc.
Coty Inc. ist ein börsennotierter Parfüm- und Kosmetikkonzern mit Sitz in New York. Er geht auf ein 1904 vom Parfümeur François Coty in Paris gegründetes Unternehmen zurück, das schon früh in den Vereinigten Staaten unter der Leitung von Jean Despres Geschäfte betrieb. Das Unternehmen gehört mehrheitlich zur JAB Holding.

## Geschichte
Von 1963 bis 1992 war Coty ein Tochterunternehmen des Pharmakonzerns Pfizer. 1992 übernahm das deutsche Spezialchemie-Unternehmen Joh. A. Benckiser GmbH (dem zuvor schon die Rechte an den Duftmarken Davidoff, adidas und Jil Sander gehörten) das Unternehmen und gliederte 1996 unter Federführung von Bernd Beetz die Luxusmarken in die Tochtergesellschaft Coty Inc. aus. Noch 1996 wurde der britische Kosmetikhersteller Rimmel übernommen. Durch Übernahme des Bereiches Düfte (UCI) von Unilever im Mai 2005 wurde Coty zum weltgrößten Hersteller von Düften für den Massenmarkt.
2015 erwarb Coty für 12,5 Mrd. Dollar verschiedene Kosmetik- und Pflegemarken vom Konkurrenten Procter & Gamble, darunter Clairol, Wella, Max Factor sowie die Parfüme der Marken Hugo Boss, Gucci, Lacoste und Bruno Banani. Im November 2019 erwarb Coty einen Mehrheitsanteil von 51 Prozent an Kylie Cosmetics von Kylie Jenner, einer US-amerikanischen Influencerin; Ende Juni 2020 kündigte Coty außerdem ein Investment von 200 Millionen Dollar für einen 20-Prozent-Anteil an KKW an, der Kosmetikfirma von Jenners Halbschwester Kim Kardashian West.
Im Mai 2020 verkaufte Coty einen Anteil von 60 Prozent an Wella und andere Marken im Bereich der professionellen Kosmetik- und Haarprodukte an den Finanzinvestor KKR mit dem Ziel einer strategischen Partnerschaft, bei der Coty weiterhin als Minderheitsaktionär in diesen Aktivitäten verbleibt und KKR Aktien an Coty erwirbt. Nicht nur die Beteiligungsgesellschaft KKR kaufte Anteile, auch deren Manager Johannes Huth stieg als privater Investor mit 6 Mio. USD ein. Als weiterer hochrangiger Manager übernahm JAB-Chairman Peter Harf privat Anteile im Wert von 150 Mio. USD.
Seit 2020 führen drei weibliche Vorstände das Unternehmen: Die 1968 in Algerien als Mann geborene Sue Youcef Nabi löst Harf ab, der Coty übergangsweise geführt hatte. Anna von Bayern, eine Freundin von Harfs Tochter Viktoria von Wulffen, übernahm den neu geschaffenen Vorstandsposten der Chief Corporate Affairs Officers, Kristin Blazewicz wurde Rechtsvorständin.

## Marken und Produkte
Coty Inc. gehören heute unter anderem die Parfums der Marken Adidas, Astor, Balenciaga, Beyoncé, Bottega Veneta, Bourjois, Calvin Klein, Cerruti, Chloé, Chopard, David Beckham, Davidoff, Enrique Iglesias, GUESS, Jennifer Lopez, Jil Sander, Joop!, Jōvan, Katy Perry, Kylie Cosmetics, Lancaster, Love2Love, Manhattan, Marc Jacobs, Miss Sporty, Miu Miu, Nautica, NYC Color, OPI, Philosophy, Playboy, Rimmel, Roberto Cavalli, Sally Hansen, Stetson, Vera Wang und Vespa. Im Rahmen einer strategischen Partnerschaft vertreibt Coty gemeinsam mit der spanischen Puig Beauty & Fashion Group die Parfümmarken Nina Ricci, Carolina Herrera, Prada, Paco Rabanne und Antonio Banderas in den USA und Kanada.

## Hauptaktionär
Die JAB Holding der Unternehmerfamilie Reimann hielt bis Mai 2019 ca. 40 Prozent der Anteile.
Im Mai 2019 wurde der Anteil auf 60 Prozent aufgestockt.

## Wohltätigkeit
Während der COVID-19-Pandemie änderte der Parfümhersteller in Rothenkirchen seine Produktion und stellte statt Haarfarbe und Shampoo Desinfektionsmittel her. Dieses ging als Spende an Pflegeeinrichtungen und Einsatzkräfte in der Region. Damit wollte er nach eigenen Aussagen einen Beitrag zur Bekämpfung des SARS-CoV-2-Virus leisten.